# Monte Lautaro
Il Lautaro è un vulcano esplosivo del sud del Cile, alto 3.607 metri. Si presenta ricoperto dai ghiacci del Campo di ghiaccio Patagonico Sud ed è compreso nel Parco nazionale Bernardo O'Higgins, di cui costituisce il punto più alto.